# 马克·图克斯伯里
马克·图克斯伯里（英語：Mark Tewksbury，1968年2月7日—），加拿大男子游泳运动员。他曾代表加拿大参加1988年和1992年夏季奥林匹克运动会游泳比赛，获得一枚金牌、一枚银牌和一枚铜牌。